# Tea (Dakota del Sud)
Tea è un centro abitato (city) degli Stati Uniti d'America, situato nella contea di Lincoln nello Stato del Dakota del Sud. La popolazione era di 3,806 persone al censimento del 2010.
Tea è stata progettata nel 1894.

## Geografia fisica
Tea è situata a 43°26′53″N 96°50′15″W (43.448055, -96.837587).
Secondo lo United States Census Bureau, ha un'area totale di 1,69 miglia quadrate (4,38 km²).

## Società

### Evoluzione demografica
Secondo il censimento del 2010, la popolazione media della città era di 27,7 anni. Il 37,5% di persone sotto i 18 anni; il 7,6% di persone dai 18 ai 24 anni; il 38,3% di persone dai 25 ai 44 anni; il 13,9% di persone dai 45 ai 64 anni; e il 3% pari a 65 anni o di più. Il numero di abitanti per genere della città era il 50,6% maschi e il 49,4% femmine.